# Alegría de Oria
Alegría de Oria (oficialmente en euskera: Alegia)  es un municipio y localidad española de la provincia de Guipúzcoa, en la comunidad autónoma del País Vasco. El término municipal tiene una población de 1812 habitantes (INE 2024).

## Toponimia
El nombre tradicional de la localidad en español es Alegría; pero debido a la existencia de otras localidades homónimas en España (como Alegría de Álava), a principios del siglo XX le fue añadido el apelativo de Oria para distinguirlo de estas, siendo el Oria el río que atraviesa Alegría. El nombre tradicional en euskera es Alegia o Alegi (se pronuncian como 'Aleguía' o 'Alegui'). Por su similitud parece claro que ambos nombres están relacionados y que uno se deriva del otro, pero existen discrepancias en los expertos por determinar si el nombre vasco deriva del castellano o viceversa. A lo largo de la historia los nombres oficiales han sido Alegría, posteriormente Alegría de Oria y desde 1989 Alegia.
El gentilicio de sus habitantes es alegitarra (se pronuncia aleguitarra), que deriva del nombre vasco de la localidad. Sus vecinos reciben también el apodo de txintxarris (txintxarriak). Este apodo se debe a que antiguamente era típica de la localidad la fabricación de cencerros (en euskera txintxarri). Aunque esta artesanía se perdió hace tiempo, el mote se ha conservado.

## Geografía

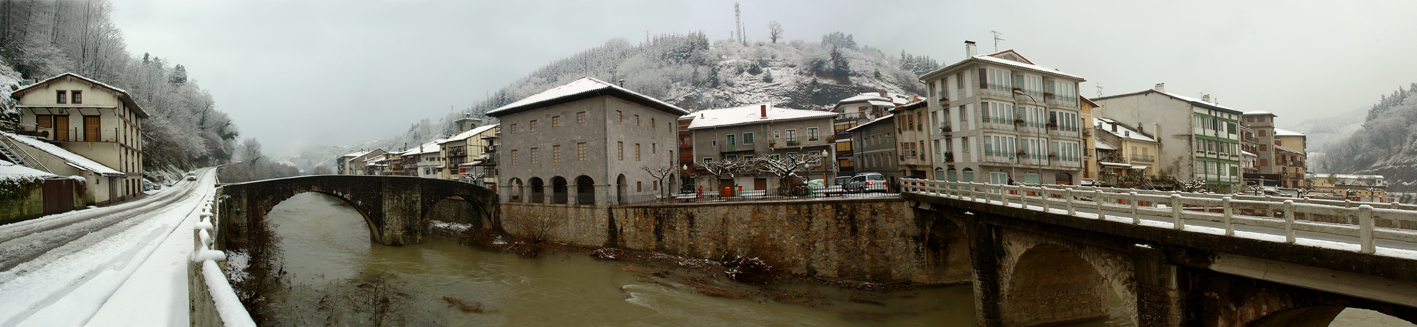
Panorámica de Alegría en un día nevado

Integrado en la comarca de Tolosaldea, se sitúa a 31 km de la capital provincial. El término municipal está atravesado por la autovía del Norte N-I entre los pK 429 y 432. 
El relieve del municipio está formado por el estrecho valle del río Oria, que cruza la localidad, y los montes que lo circundan a ambos lados. La altitud del municipio oscila entre los 570 m en los montes del noroeste (aunque por el sureste también se superan los 500 m) y los 94 m a orillas del río Oria, donde se asienta el pueblo.
| Noroeste: Tolosa    | Norte: Tolosa             | Noreste: Alzo             |
| Oeste: Icazteguieta |                           | Este: Alzo                |
| Suroeste: Orendáin  | Sur: Orendáin y Amézqueta | Sureste: Tolosa (exclave) |

## Historia
Hasta la reforma de la nomenclatura municipal de 1916 el municipio se llamaba simplemente Alegría. En dicha fecha su nombre fue modificado por el de Alegría de Oria.

## Demografía
Alegría de Oria cuenta con una población de 1812 habitantes (INE 2024).
| Gráfica de evolución demográfica de Alegría de Oria entre 1842 y 2021                                               |
| |
| Población de derecho según los censos de población del INE Población de hecho según los censos de población del INE |

## Administración y política
| Partido político                                              | 2015  | 2015       | 2011  | 2011       | 2007  | 2007       | 2003        | 2003        | 1999    | 1999       | 1995  | 1995       |
| Partido político                                              | %     | Concejales | %     | Concejales | %     | Concejales | %           | Concejales  | %       | Concejales | %     | Concejales |
| Euskal Herria Bildu (EH Bildu)-Bildu                          | 57,29 | 6          | 71,36 | 7          | —     | —          | —           | —           | —       | —          | —     | —          |
| Euzko Alderdi Jeltzalea-Partido Nacionalista Vasco (EAJ-PNV)  | 34,92 | 3          | 19,35 | 2          | —     | —          | 42,89       | 4           | 48,83   | 5          | 22,05 | 2          |
| Partido Socialista de Euskadi-Euskadiko Ezkerra (PSE-EE PSOE) | 3,02  | 0          | 3,91  | 0          | 8,05  | 1          | 3,01        | 0           | 1,63    | 0          | 2,22  | 0          |
| Partido Popular del País Vasco (PP)                           | 1,26  | 0          | 2,91  | 0          | 4,19  | 0          | 2,61        | 0           | 2,55    | 0          | —     | —          |
| Eusko Abertzale Ekintza-Acción Nacionalista Vasca (EAE-ANV)   | —     | —          | —     | —          | 63,32 | 8          | —           | —           | —       | —          | —     | —          |
| Alegiko Talde Ezkertiar Abertzales (ATEA)                     | —     | —          | —     | —          | —     | —          | 49,00       | 5           | —       | —          | —     | —          |
| Euskal Herritarrok (EH)-Herri Batasuna (HB)                   | —     | —          | —     | —          | —     | —          | Ilegalizado | Ilegalizado | 45,36   | 4          | 35,35 | 3          |
| Eusko Alkartasuna (EA)                                        | —     | —          | —     | —          | —     | —          | Con PNV     | Con PNV     | Con PNV | Con PNV    | 36,67 | 4          |